# جيانغ نان (روائي)
جيانغ نان (بالصينية: 江南) (13 يوليو 1977، آنهوي في الصين)؛ روائي صيني.